# フォッカー・プランク方程式
フォッカー・プランク方程式（英: Fokker–Planck equation）とは、統計力学でクラマース・モヤル方程式においてn ≥ 3 の項のない次の方程式のことをいう。
{\displaystyle {\frac {\partial P(x,t)}{\partial t}}=-{\frac {\partial }{\partial x}}\alpha _{1}(x,t)P(x,t)+{\frac {1}{2}}{\frac {\partial ^{2}}{\partial x^{2}}}\alpha _{2}(x,t)P(x,t)}
物理量x (t) の揺動が確率微分方程式
{\displaystyle {\frac {dx}{dt}}=a(x,t)+b(x,t)R(t)}
という形で与えられるとする。ただし、R (t) は白色雑音のガウス過程：
{\displaystyle \langle R(t)R(t')\rangle =D\delta (t-t')}
である。このとき、x の確率分布P (x, t) はフォッカー・プランク方程式に従う。ただし係数の定義には以下の2つの流儀がある：
- 伊藤清の方法

{\displaystyle {\begin{aligned}\alpha _{1}(x,t)&=a(x,t)\\\alpha _{2}(x,t)&=D(b(x,t))^{2}\end{aligned}}}
- ストラトノビッチの方法

{\displaystyle {\begin{aligned}\alpha _{1}(x,t)&=a(x,t)+{\frac {D}{2}}{\frac {\partial b}{\partial x}}(x,t)b(x,t)\\\alpha _{2}(x,t)&=D(b(x,t))^{2}\end{aligned}}}
特に線形ブラウン運動（オルンシュタイン＝ウーレンベック過程）に対する方程式を線形フォッカー・プランク方程式という。このときは
{\displaystyle {\begin{aligned}\alpha _{1}(x,t)&=-\gamma x\\\alpha _{2}(x,t)&=D\end{aligned}}}
となる（γ , D は定数）。これは
{\displaystyle {\frac {dx}{dt}}=-\gamma x+R(t)}
というランジュバン方程式に対応する。